# Дембно
Де́мбно (пол. Dębno [ˈdɛmbnɔ], кашуб. Nowé Dãbé, нем. Neudamm, рус. Дубно) — город в Польше, входит в Западно-Поморское воеводство, Мыслибуржский повет.

## География
Имеет статус городско-сельской гмины. Занимает площадь 19,51 км². Население составляет 14 124 человека (на 2014 год).

## Города-побратимы
- Штраусберг (нем. Strausberg), Германия
- Курск (Россия)
- Ренкюм (нидерл. Renkum) (Нидерланды)
- Тчев (пол. Tczew) (Польша)
- Терезин (чеш. Terezín) (Чехия)